# Piciul (film din 1921)
Piciul (titlul original: în engleză The Kid)  este o tragicomedie americană, un film mut realizat în 1921 de regizorul Charlie Chaplin, protagoniști fiind actorii Charlie Chaplin, Jackie Coogan, Edna Purviance și Lita Grey. A avut premiera la 21 ianuarie 1921, fiind distribuit de First National.
Este primul lungmetraj a lui Chaplin ca regizor, film în care este vorba despre un vagabond care găsește un copil, pe care îl crește. Din cauza împrejurărilor, între cei doi se realizează o strânsă legătură sufletească. 
Filmul face legătura între comedie și drama socială, care la acel timp era un caz unic în cea de-a șaptea artă.

## Distribuție
.
- Charlie Chaplin -Micul vagabond
- Jackie Coogan - Piciul
- Edna Purviance - mama
- Carl Miller - tatăl
- Tom Wilson - polițistul

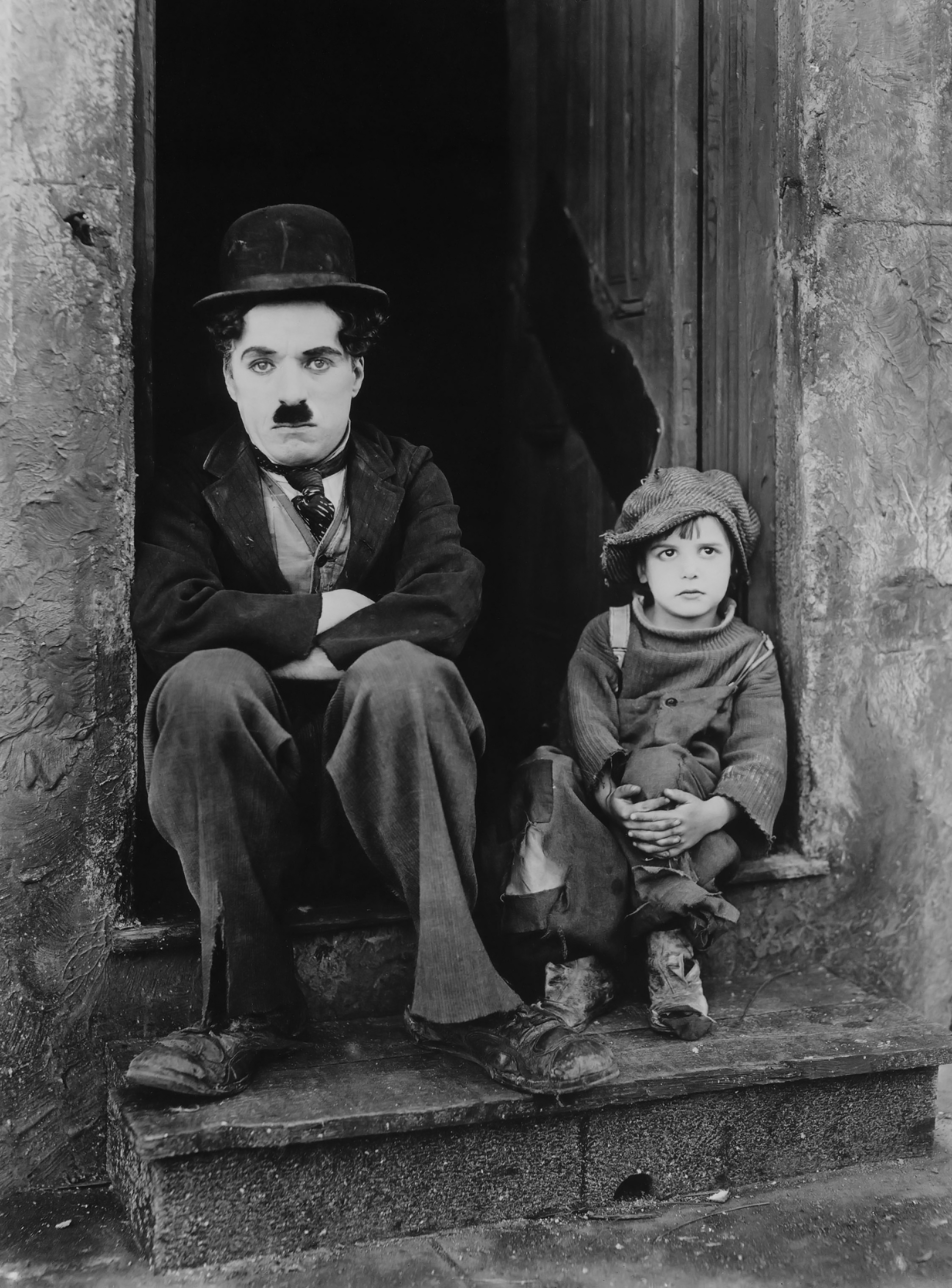
Poză publicitară din film, cu Charlie Chaplin și Jackie Coogan.

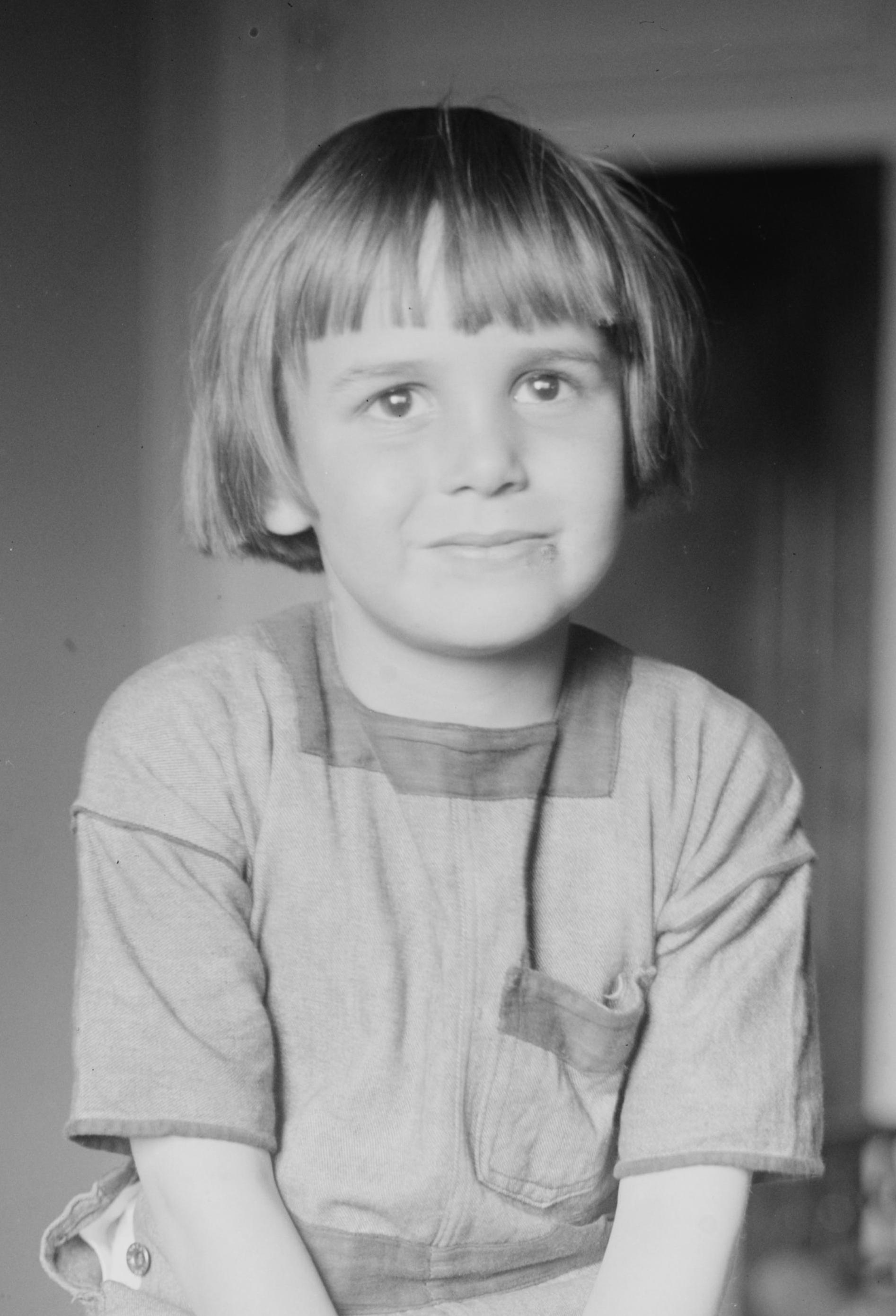
Jackie Coogan (1914–1984) care l-a jucat pe Pici

- Henry Bergman - hangiul / profesorul Guido
- Charles Reisner - bătăușul străzii
- Raymond Lee - fratele său mai mic
- Lita Grey - îngerul ispititor
- Jules Hanft - medicul
- Frank Campeau - bărbatul de la casa de copii
- F. Blinn - asistentul său
- Edith Wilson - femeia cu căruciorul de copii
- Jack Coogan Sr. - hoțul de buzunare / Diavolul
- Silas Hathaway - Piciul (ca și copilaș)